# Deathgrip
Deathgrip es el cuarto álbum de estudio de la banda estadounidense de metalcore Fit for a King. Fue lanzado el 7 de octubre de 2016 a través de Solid State Records y fue producido por Nick Sampson y Bobby Lynge.

## Lista de canciones
| N.º | Título                                             | Duración |  |
| 1.  | «The End's Beginning»                              | 0:48     |  |
| 2.  | «Pissed Off»                                       | 3:31     |  |
| 3.  | «Dead Memory» (con Jake Luhrs de August Burns Red) | 4:13     |  |
| 4.  | «Cold Room»                                        | 2:51     |  |
| 5.  | «Disease»                                          | 3:31     |  |
| 6.  | «Shadows & Echoes»                                 | 3:46     |  |
| 7.  | «More Than Nameless»                               | 3:13     |  |
| 8.  | «We Are All Lost»                                  | 4:07     |  |
| 9.  | «Unclaimed, Unloved»                               | 3:00     |  |
| 10. | «Stacking Bodies» (con Levi Benton de Miss May I)  | 3:13     |  |
| 11. | «Deathgrip»                                        | 4:14     |  |

## Posicionamiento nen lista
| Lista (2016)                          | Posición |
| ------------------------------------- | -------- |
| Estados Unidos (Billboard 200)        | 71       |
| Estados Unidos (Christian Albums)     | 2        |
| Estados Unidos (Top Hard Rock Albums) | 5        |
| Estados Unidos (Top Rock Albums)      | 18       |

## Personal
Fit for a King
- Ryan Kirby – voz principal
- Bobby Lynge – guitarras, coros
- Ryan "Tuck" O'Leary – bajo, voces aguda
- Jared Easterling – batería

Músicos adicionales
- Jake Luhrs: voz (pista 3).
- Levi Benton: voz (pista 10).